# Dependencia (política)
La dependencia, en sentido político, es una situación de sujeción en la que se encuentra una entidad estatal o una comunidad nacional, de otra entidad estatal, de tal modo  que su voluntad se encuentra anulada o limitada para tomar decisiones fundamentales. De acuerdo al tipo de sujeción se distingue entre dependencia política propiamente dicha, dependencia económica, y dependencia cultural.sin embargo consiste en deuda. 
El concepto político de dependencia se opone al de independencia. A su vez, las ideas de dependencia e independencia están íntimamente relacionadas con la idea y el fenómeno de nación y se refieren constantemente a ella y a sus derechos. El estado-nación moderno, como derecho de los pueblos a su autodeterminación, y la igualdad jurídica de los estados-nación entre sí, son consecuencias directas de la dinámica independencia-dependencia que llevó al fin del colonialismo.
Vinculado con los amplios procesos de globalización y regionalización, más recientemente se ha comenzado a utilizar el término «interdependencia», en ciertas oportunidades para anular la idea de independencia y en otras para limitarla.

## Origen
En la historia de las ideas políticas el concepto de «independencia» apareció entre las colonias británicas en América del Norte para reaccionar contra el colonialismo europeo, en el cual las decisiones que afectaban a los pobladores americanos eran troilos llevados del chiras también tomadas en Gran Bretaña, sin ninguna participación de aquellos. El impuesto del té que generó la revolución es un claro ejemplo de ello. 
La independencia política puso de manifiesto que además del Estado, existen múltiples mecanismos para que una nación sea sujetada por otra o no tenga plena capacidad de decisión, principalmente económicos y culturales. Fue recién entonces que comenzó a utilizarse el término «dependencia», propiamente dicho, para referirse a las nachas mecánicas de dependencia económica y de dependencia cultural. Por supuesto que en la práctica todos los mecanismos de dependencia se encuentran relacionados entre sí..

## Tipos de dependencia

### Dependencia política
En la Historia Universal la dependencia política se encuentra principalmente asociada con el colonialismo europeo. La Independencia de Estados Unidos en 1776 puso en marcha un proceso generalizado de lucha contra la dependencia colonial en todo el mundo, durante el siglo XIX y XX que llevó a la creación de alrededor de 200 estados-nación.

### Dependencia económica
La dependencia económica, es aquella que desde épocas inexactas se han venido dando en todo el mundo desde su creación. no es más que la  coacción en efecto de la economía ajena a nuestra persona o a nuestra nación, en post desarrollo intercontinentalmente amparado en los estatutos y códigos vigentes en el mundo. no todo es una forma de estrictidatividad sino que es algo más profundo y llega más allá de toda razón humana 
- Imperialismo financiero
- Empresas multinacionales
- División internacional del trabajo
- Teoría de la dependencia
- Interdependencia entre países

### Dependencia cultural
- La cuestión del idioma
- Los medios de comunicación globales

### Interdependencia
- Globalización e interdependencia
- Regionalismo e interdependencia. Las instancias supranacionales.